# Jack Kidd (Polospieler)
Jack Kidd ist ein britischer Polospieler.
Seine Schwester ist das Model Jodie Kidd. Mit seiner Ex-Frau Be Kemeny, einer amerikanischen Millionenerbin, hat er vier Kinder. Mit Callie Moore hat er ein Kind.
2006 siegte Kidd beim Arena Gold Cup und beim Imperia Snow Polo Cup in Moskau. 2007 gewann er zusammen mit Jo Schneider (hdc 0), Sven Schneider (hdc +3) und Christian Grimme das Berenberg Polo-Derby in Hamburg.
2008 hatte er ein Handicap von 7 und zählte somit zu den besten Polospielern Großbritanniens.